# Maryam d'Abo
Maryam d'Abo, född 27 december 1960 i London, är en brittisk skådespelerska.
Hennes pappa kommer från Nederländerna och hennes mamma är från Georgien. Hon är kusin med skådespelerskan och sångerskan Olivia d'Abo, som i sin tur är dotter till Manfred Mann-sångaren Mike d'Abo. 
En av hennes största filmroller är i James Bond-filmen Iskallt Uppdrag där hon spelar Bondbruden Kara Milovy, som är cellist.

## Filmografi  (urval)
- 1985 – White Nights
- 1987 – Iskallt uppdrag
- 1994 – The Browning Version
- 1995 – Solitaire for 2
- 1996 – Timelock
- 2002 – Doktor Zjivago (TV-serie)
- 2003 – Helen of Troy (TV-serie)
- 2005 – L'enfer
- 2009 – Dorian Gray
- 2014 – Tigers
- 2016 – Altamira
- 2020 – Last Words